# Alfredo Fiorito
Pour les articles homonymes, voir Fiorito.
Alfredo Fiorito, mieux connu sous le nom de scène d'Alfredo ou de  DJ Alfredo, (né le 20 avril 1953 à Rosario et mort le 24 décembre 2024 à Ibiza) est un disc jockey et producteur de musique électronique argentin.

## Biographie
Après avoir émigré en Espagne et plus précisément sur l'île d'Ibiza en septembre 1976, Alfredo Fiorito devient disc jockey à l'Amnesia, où son style éclectique a une influence majeure sur l'explosion de la musique électronique sur l'île et au-delà à la fin des années 1980. À ce titre, il est connu comme le « père de la balearic beat ».
Il est aussi le premier disc jockey non-européen à être classé au prix du disc jockey no 1 décerné par DJ Magazine.